# جيسيكا سييرا
جيسيكا سييرا (بالإنجليزية: Jessica Sierra)‏ هي مغنية أمريكية، ولدت في 11 نوفمبر 1985 في تامبا في الولايات المتحدة.

## وصلات خارجية
- الموقع الرسمي
- جيسيكا سييرا على موقع IMDb (الإنجليزية)
- جيسيكا سييرا على موقع ميوزك برينز (الإنجليزية)
- جيسيكا سييرا على موقع أول موفي (الإنجليزية)
- جيسيكا سييرا على موقع قاعدة بيانات الفيلم (الإنجليزية)
- جيسيكا سييرا على موقع كينوبويسك (الروسية)